# Moggio Reatino
Moggio Reatino è una frazione del comune italiano di Rieti, nell'omonima provincia, nel Lazio.

## Geografia fisica
Si trova in montagna, a 753 m s.l.m. (Moggio Alto), mentre a valle, a 408 m s.l.m., si trova il centro di Pie' di Moggio. I due centri costituiscono un'exclave del comune di Rieti circondata dai territori comunali di Colli sul Velino, Contigliano, Greccio, Stroncone e Terni.
Il paese è arroccato sul crinale della Montagnola, un rilievo dei Monti Sabini che raggiunge i 1060 m s.l.m.

## Storia
Fin dal Medioevo il castello di Moggio fu feudo dei signori di Labro. La città di Rieti nel corso dei secoli acquistò molti diritti sul paese, e nel XVIII secolo ne rivendicava ormai il pieno dominio.
Sotto il profilo ecclesiastico, fino al 1976 fece parte della diocesi di Narni.
Lo sviluppo della frazione di Pie' di Moggio nel corso del Novecento ha accompagnato lo spopolamento del vecchio paese.

## Monumenti e luoghi d'interesse

### Architetture religiose
La chiesa parrocchiale di Sant'Eleuterio, posta all'ingresso del paese, è di origine medievale; rilevante è l'imponente torre campanaria a base quadrangolare.
Nella giurisdizione parrocchiale di Moggio è compresa la chiesa medievale di Santa Maria, posta però nel territorio comunale di Terni: l'edificio, dopo secoli di abbandono, è stato ristrutturato e riaperto al culto negli ultimi anni del Novecento.

### Architetture militari
Del castello medievale di Moggio resta una grande torre, oggetto di un importante restauro negli anni Duemila.

## Infrastrutture e trasporti
Pie' di Moggio sorge lungo la strada provinciale di Reopasto (SP1), la principale strada di collegamento con Rieti e Terni prima della costruzione della superstrada.
È inoltre servito dalla stazione di Labro-Moggio.